# Wang Danfeng
Wang Danfeng, nome artístico de Wang Yufeng, (Shanghai, 23 de agosto de 1924 – 2 de maio de 2018) foi uma atriz chinesa.
Atuou principalmente entre as décadas de 1940 e 1960, sendo uma das atrizes mais influentes do cinema chinês naquela época. Foi nomeada como uma das quatro grandes atrizes de Hong Kong em 1949 e recebeu o reconhecimento oficial como uma "estrela de cinema da Nova China" em 1962 e dois prêmios: Lifetime Achievement em 2013 e 2017. Ao longo de uma carreira de mais de quatro décadas, ela atuou em mais de 60 filmes.